# اتو روهودر
اتو روهودر (انگلیسی: Otto Rohwedder; ۳ دسامبر ۱۹۰۹ – ۱۵ ژوئن ۱۹۶۹) بازیکن فوتبال اهل آلمان بود.
از باشگاه‌هایی که در آن بازی کرده‌است می‌توان به باشگاه فوتبال هامبورگ اشاره کرد.
وی همچنین در تیم ملی فوتبال آلمان بازی کرده‌است.